# Gautier Sans-Avoir
Gautier Sans-Avoir (starší počeštěný výraz Waltr Nemanický – z německého Walter der Habenichts – nemajetný; zemřel roku 1096) byl francouzský rytíř a pán z Poissy. Byl jedním z předních vůdců lidové části první křížové výpravy.
Byl účastníkem první křížové výpravy. Jeho „vojsko“ bylo tvořeno neozbrojenými poutníky, bez jakéhokoliv výcviku či bojové zkušenosti, kteří často prodali veškerý svůj majetek, který při své chudobě měli. Křižáci vyrazili po papežových výzvách na výpravu mezi prvními již v dubnu 1096 ze severní Francie. Gautier vedl svou skupinu před Svatou říši římskou a Uhersko až do Bulharska, tehdy ještě byzantské provincie. Gautierova skupina necestovala společně se skupinou Petra Poustevníka, který vyrazil z Porýní. Poutníci Německem a Uherskem táhli bez větších konfliktů s domorodci, situace se ovšem změnila až v oblasti kolem Bělehradu. Křižákům došly zásoby, a tak začali plundrovat široké okolí a při tom zabíjeli, čímž na sebe přivolali odvetné akce zdejších místodržících. Tady odsud pokračovali s byzantskou eskortou dále pod hradby Konstantinopole.
V Konstantinopoli se také Gautier spojil s armádou chudáků, kterým velel Petr Poustevník. Byzantský císař Alexios I. urychleně zajistil křižákům lodě pro přeplavu přes Bospor a ozbrojený doprovod. Navzdory Petrovým varováním, aby křižáci Turky příliš neprovokovali, zfanatizovaní křižáci však těchto rad nedbali a při loupežné výpravě u Nikáie byli tureckými vojsky obklíčeni a rozprášeni. Turci poté vyplenili i křižácký tábor. Petrovi se podařilo zachránit a byl poté s dalšími přeživšími Byzantinci převezen do Konstantinopole. Gautier však s většinou svých následovníků padl.